# رؤوف شبشوب
رؤوف شبشوب (انگلیسی: Raouf Chabchoub؛ زادهٔ ۱۵ مهٔ ۱۹۵۴) بازیکن هندبال اهل تونس بود.